# Siphona maderensis
Siphona maderensis là một loài ruồi trong họ Tachinidae.